# Gigantapseudes adactylus
Gigantapseudes adactylus är en kräftdjursart som beskrevs av Rosalia Konstantinovna Kudinova-Pasternak 1978. Gigantapseudes adactylus ingår i släktet Gigantapseudes och familjen Gigantapseudidae. Inga underarter finns listade i Catalogue of Life.